# مولوی کرد

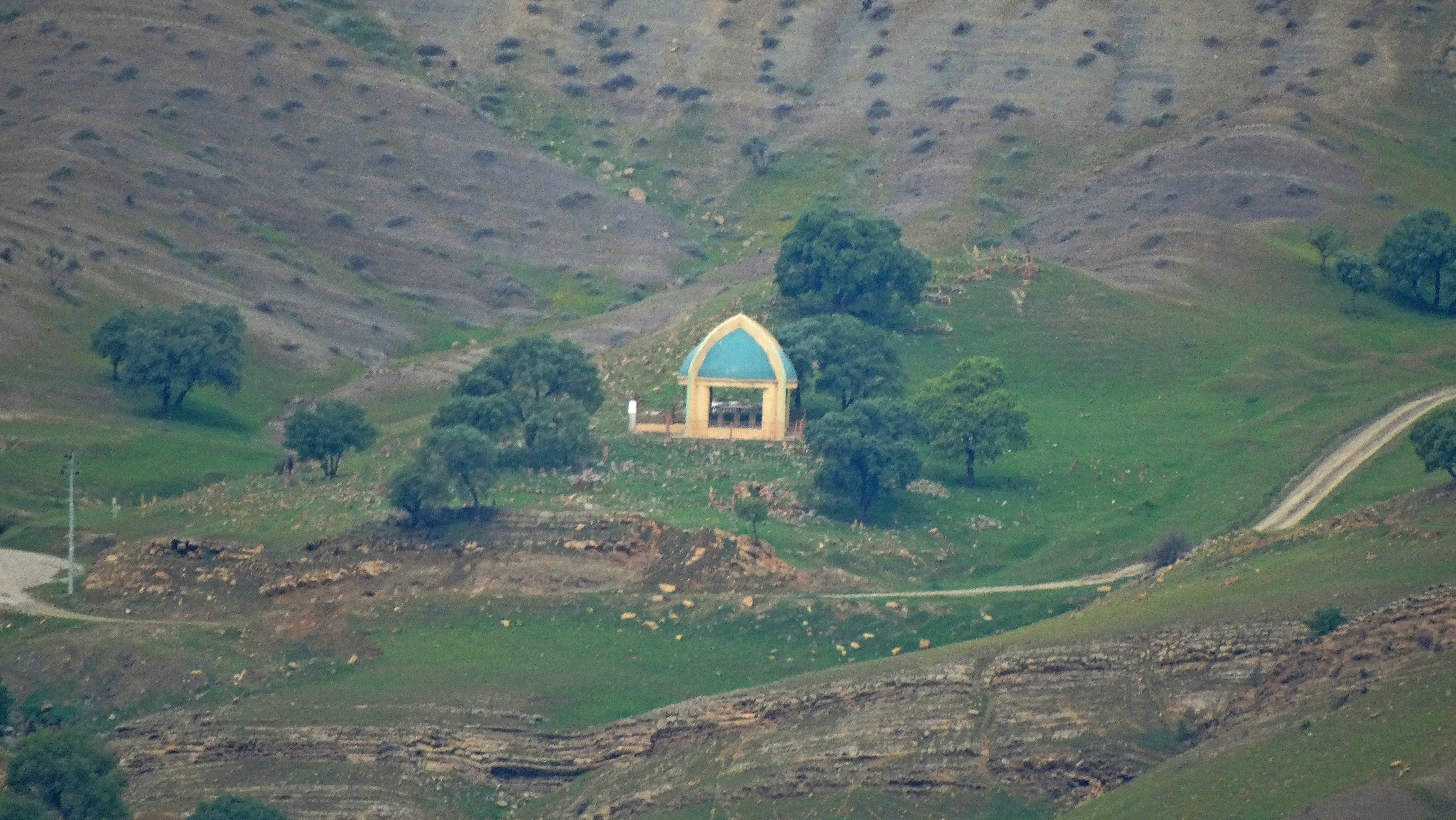
آرامگاه مولوی ، در روستای سرشاته و در نزدیکی شهر حلبچه.

سید عبدالرحیم ملا سعید معدومی تاوگوزی   (متوفای ۱۲۹۹ق)از نوادگان علامه ملا ابوبکر مصنف چوری میباشد و معروف به مولوی تاوگوزی در  و با تخلص معدومی شاعر و عارف نامی کرد که در حلبچه، سنندج، سلیمانیه، پاوه و سقز به کسب علم پرداخت. وی از پیروان طریقت نقشبندی بود. عمدهٔ شهرت وی به واسطه اشعار عاشقانه و عارفانه است و او در روستای سرشاته ( تاوگوز ) واقع در اقلیم کردستان عراق به دنیا آمد. 

## شعر مولوی کرد
اشعار عاشقانه مولوی عموماً به گویش هورامی (گورانی) است. وی همچنین به گویش سورانی و زبان‌های عربی و فارسی هم شعرهای سروده‌است که نشان از تسلطش بر این زبانها دارد. وفات همسرش عنبر خاتون تأثیر عمیقی بر وی گذاشت و وی پس از وفات همسرش اشعار سوزناک بسیاری سرود.

## کنگره بزرگداشت مولوی کرد
در سال ۱۳۷۱ شمسی کنگره ای بزرگ جهت بزرگداشت مولوی کرد در شهر سقز برگزار شد که در آن جمع زیادی از شاعران و ادیبان نامدار کرد از سراسر مناطق کردنشین ایران از جمله سنندج، کرمانشاه، پاوه، مریوان، بانه، مهاباد، سقز، بوکان، سردشت، پیرانشهر، اشنویه، کامیاران و نیز شهر تهران همانند شاعره نامدار ژیلا حسینی مشارکت نموده و آثار و مقالات خود را دربارهٔ زندگی و اشعار مولوی کرد ارائه نمودند.

## آثار
1. دیوان مولوی کرد (به کردی هورامی)[۳]
2. عقیده مرضیه (به کردی سورانی)
3. الفضیله (به عربی)
4. فوائد الفوائح (به فارسی)

## نگارخانه

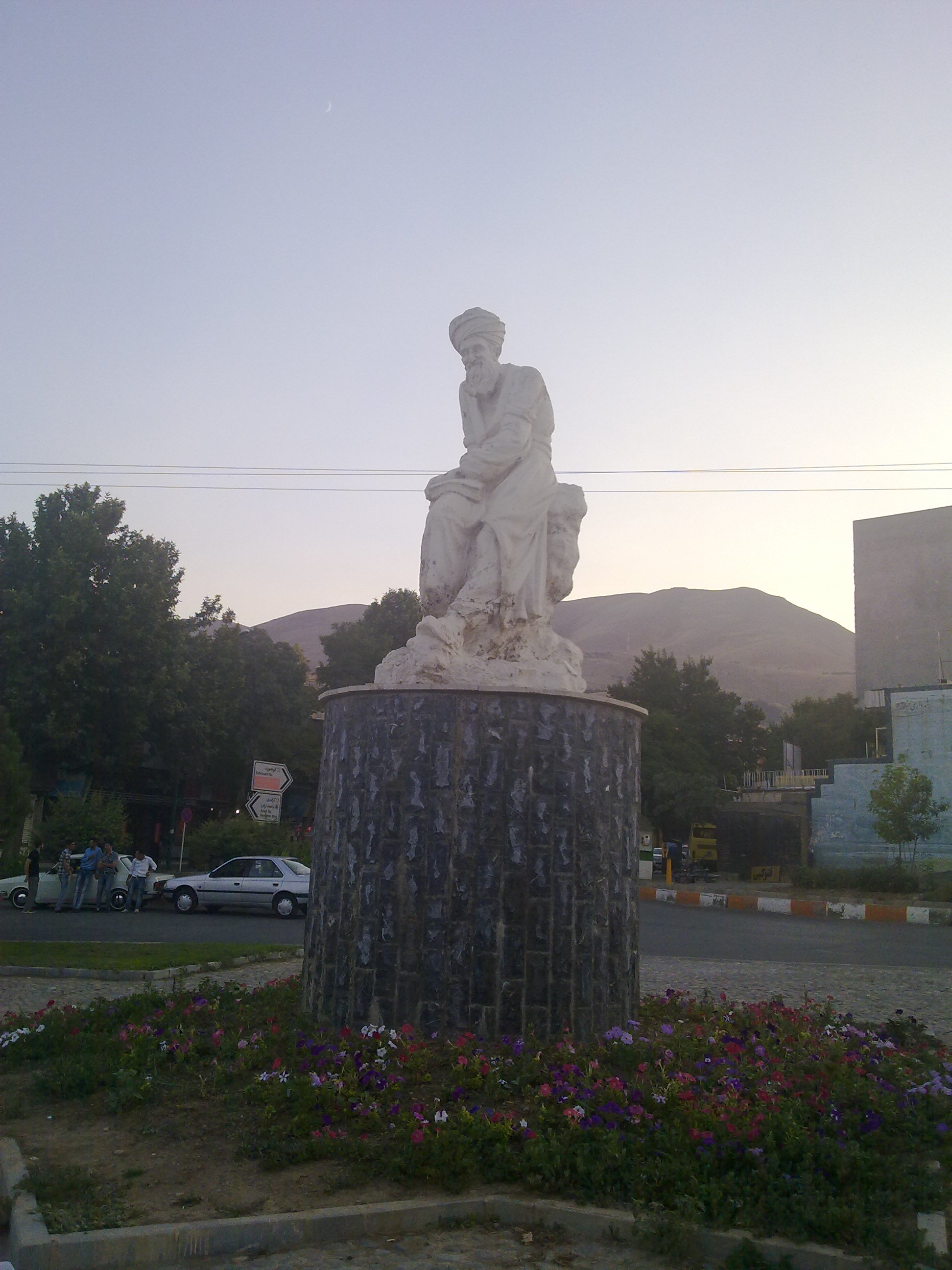
مجسمهٔ مولوی کُرد در میدانی در شهر سنندج.
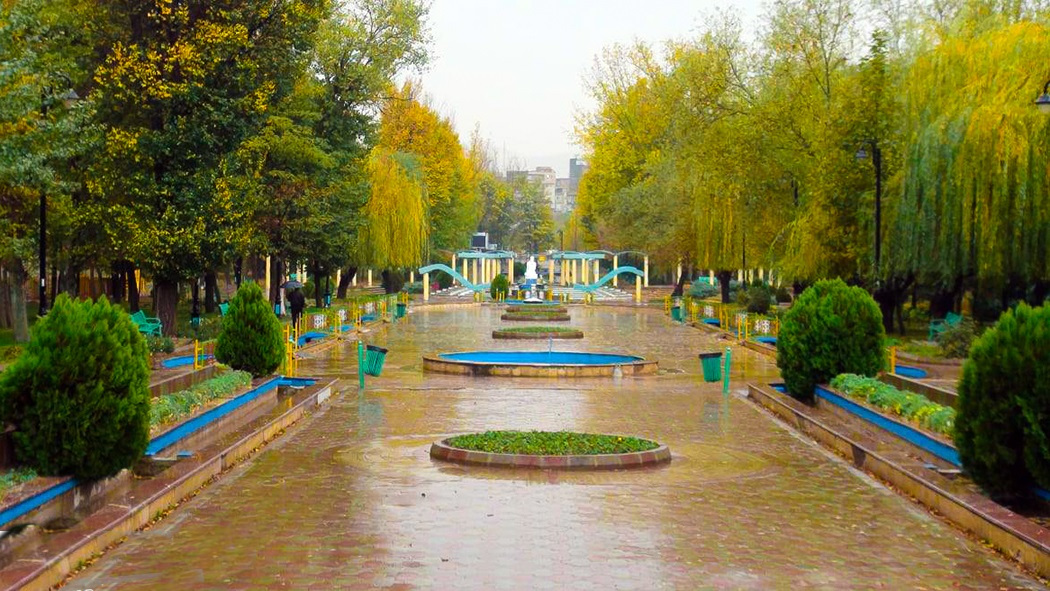
پارک و مجسمه مولوی کُرد در سقز.
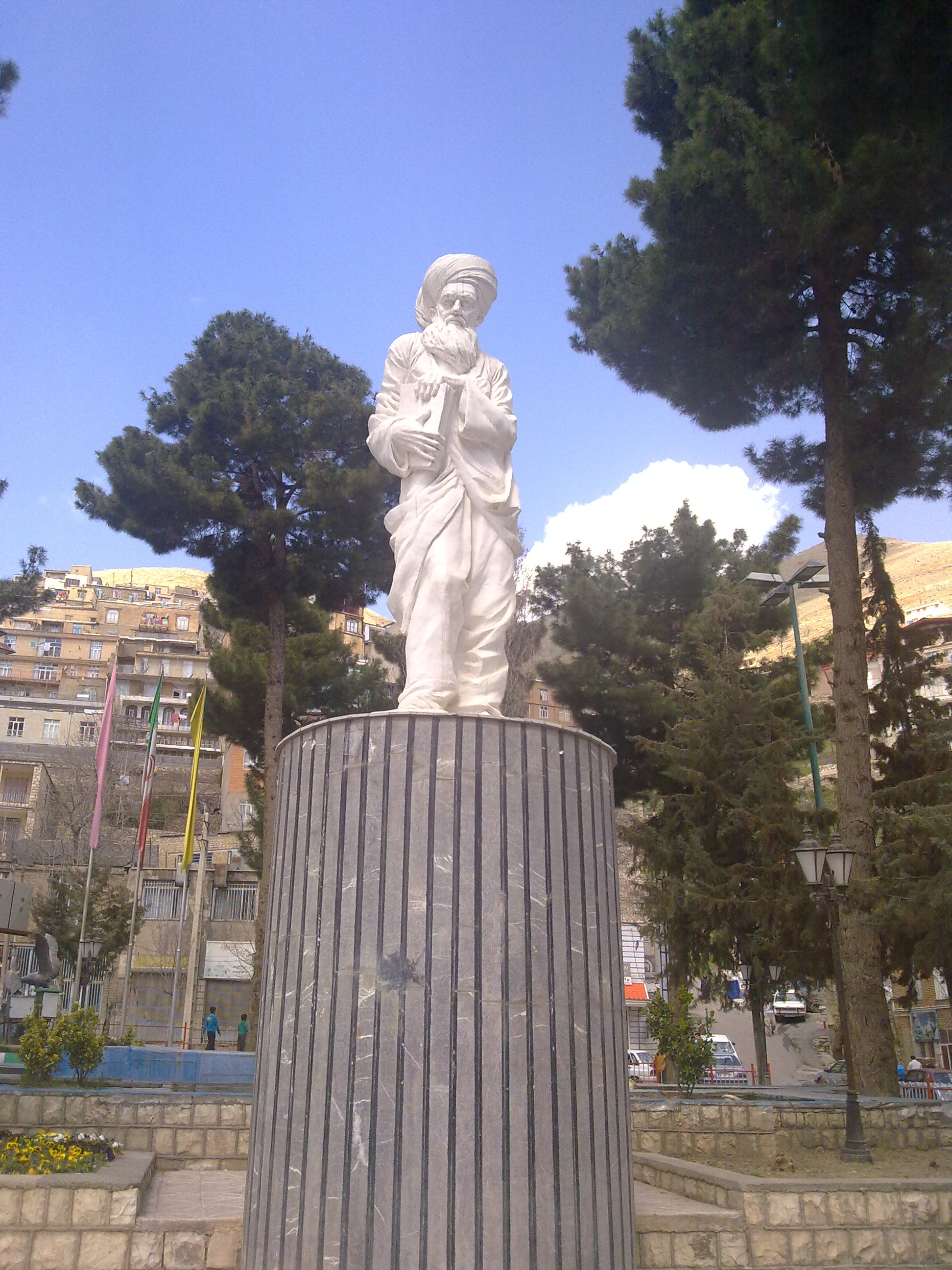
مجسمهٔ مولوی کُرد در میدانی در شهر پاوه.
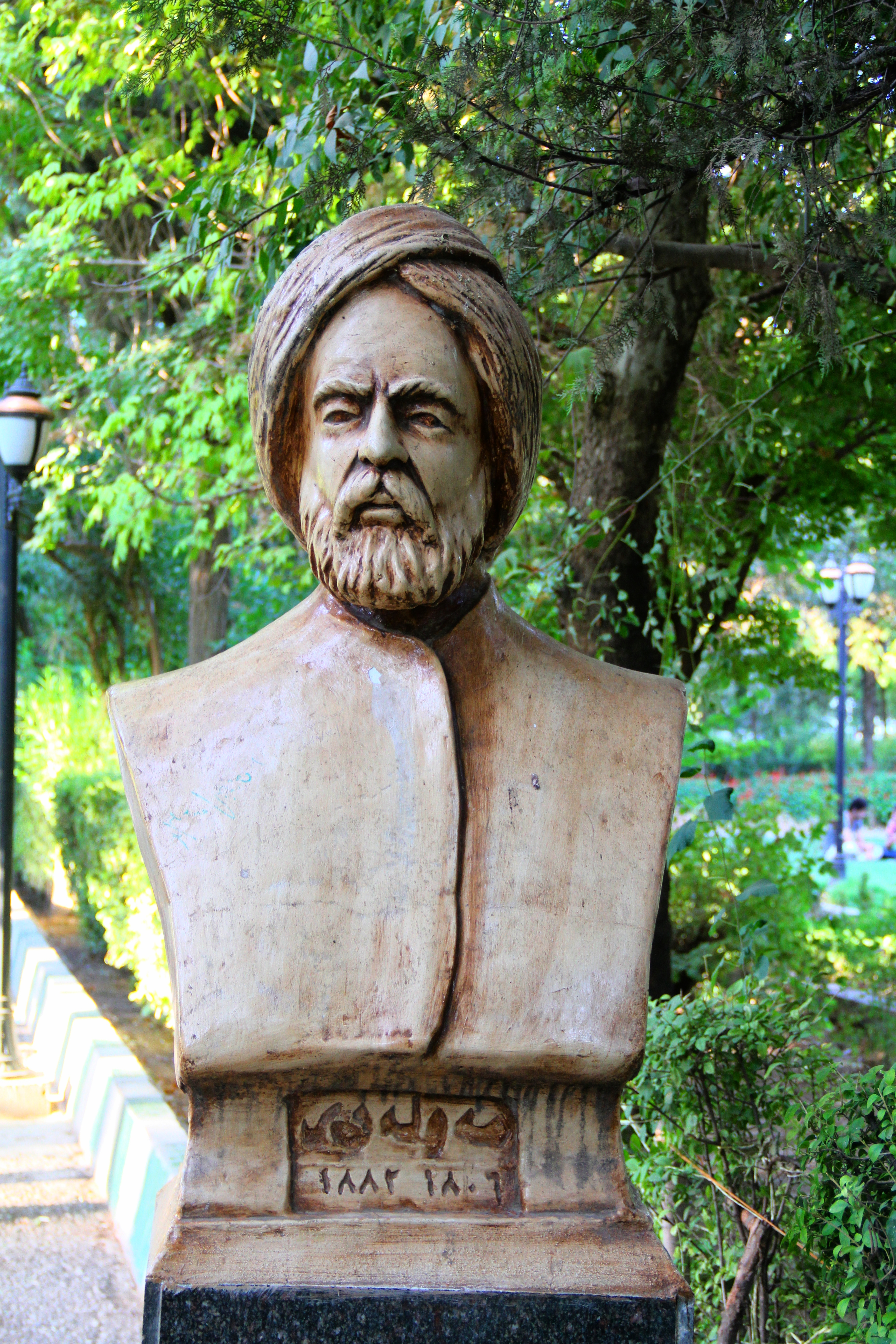
مجسمهٔ مولوی کُرد در شهر سلیمانیه.